# Antimaque de Téos
Pour les articles homonymes, voir Antimaque.
Antimaque de Téos (en grec ancien Ἀντίμαχος / Antimachos, parfois orthographié Antimachus ou Antimachos en français)  est un poète lyrique grec originaire de Téos en Asie Mineure.
D'après Plutarque, il serait contemporain de la naissance de Rome (soit en 753 av. J.-C.)
. Il ne faut pas le confondre avec Antimaque de Colophon, poète de l'époque classique.
Clément d'Alexandrie cite de lui un hexamètre : « L'homme trouve souvent sa ruine dans les dons qui lui sont faits » qu'il dit avoir été repris par Agias de Trézène, poète du VIIIe siècle av. J.-C. ; il lui serait donc antérieur.
Il est souvent cité comme l'auteur possible des Epigones,.